# Ilja Kutiepow
Ilja Olegowicz Kutiepow (ros. Илья Олегович Кутепов; ur. 29 lipca 1993 w Stawropolu) – rosyjski piłkarz grający na pozycji obrońcy. Od 2012 roku jest zawodnikiem Spartaka Moskwa.

## Życiorys
Urodził się w Stawropolu, stolicy Kraju Stawropolskiego, na zachodzie Rosji. W czasach juniorskich trenował m.in. w Akademii futboła imeni Jurija Konoplowa oraz w Akademii Togliatti. W 2012 roku dołączył do stołecznego Spartaka Moskwa. W rozgrywkach Priemjer-Ligi zadebiutował 10 grudnia 2012 w wygranym 1:0 spotkaniu z Rubinem Kazań, wchodząc na ostatnią minutę. W międzyczasie występował w drużynie rezerw. Wraz ze Spartakiem w 2017 roku świętował zdobycie mistrzostwa Rosji oraz jej Superpucharu.
Reprezentował juniorskie rosyjskie kadry narodowe do lat 16, do lat 17, do lat 18 i do lat 19 oraz młodzieżową do lat 21.
W seniorskiej reprezentacji Rosji zadebiutował 9 października 2016 w przegranym 3:4 meczu z Kostaryką. W 2017 roku został powołany przez selekcjonera Stanisława Czerczesowa do kadry na Puchar Konfederacji rozgrywany w Rosji. Nie zagrał na nim jednak w żadnym spotkaniu.

## Statystyki kariery
(aktualne na dzień 28 października 2017)
| Klub                 | Sezon     | Liga             | Liga  | Liga | Puchar krajowy | Puchar krajowy | Rozgrywki europejskie | Rozgrywki europejskie | W sumie | W sumie |
| Klub                 | Sezon     | Liga             | Mecze | Gole | Mecze          | Gole           | Mecze                 | Gole                  | Mecze   | Gole    |
| -------------------- | --------- | ---------------- | ----- | ---- | -------------- | -------------- | --------------------- | --------------------- | ------- | ------- |
| Akadiemija Togliatti | 2010      | Wtoroj diwizion  | 7     | 0    | ?              | ?              | –                     | –                     | 7       | 0       |
| Akadiemija Togliatti | 2011/2012 | Wtoroj diwizion  | 17    | 0    | ?              | ?              | –                     | –                     | 17      | 0       |
| Spartak Moskwa       | 2012/2013 | Priemjer-Liga    | 1     | 0    | 0              | 0              | 0                     | 0                     | 1       | 0       |
| Spartak Moskwa       | 2014/2015 | Priemjer-Liga    | 0     | 0    | 1              | 0              | 0                     | 0                     | 1       | 0       |
| Spartak Moskwa       | 2015/2016 | Priemjer-Liga    | 10    | 0    | 0              | 0              | 0                     | 0                     | 10      | 0       |
| Spartak Moskwa       | 2016/2017 | Priemjer-Liga    | 24    | 0    | 0              | 0              | 2                     | 0                     | 26      | 0       |
| Spartak Moskwa       | 2017/2018 | Priemjer-Liga    | 6     | 0    | 1              | 1              | 2                     | 0                     | 9       | 1       |
| Spartak-2 Moskwa     | 2013/2014 | Wtoroj diwizion  | 21    | 3    | –              | –              | –                     | –                     | 21      | 3       |
| Spartak-2 Moskwa     | 2014/2015 | Wtoroj diwizion  | 21    | 2    | –              | –              | –                     | –                     | 21      | 2       |
| Spartak-2 Moskwa     | 2015/2016 | Pierwyj diwizion | 24    | 1    | –              | –              | –                     | –                     | 24      | 1       |
| Spartak-2 Moskwa     | 2017/2018 | Pierwyj diwizion | 1     | 0    | –              | –              | –                     | –                     | 1       | 0       |
| W sumie              | W sumie   | W sumie          | 132   | 6    | 2              | 1              | 4                     | 0                     | 138     | 7       |